# Personaggi de I cinque samurai
In questa voce sono raccolti i personaggi dell'anime I cinque samurai della Sunrise.

## I 5 Samurai

### Ryo del fuoco
Ryo (真田 遼?, Sanada Ryō) è il leader dei Samurai e principale personaggio dell'opera. È una persona impavida, che non si tira mai indietro negli scontri ed è sempre pronto a rischiare la vita per i suoi amici e per i più deboli. Tuttavia, Ryo ha il grande difetto di agire spesso in maniera tutt'altro che razionale, buttandosi in combattimento senza capire le conseguenze (infatti è chiamato "testa calda" dai compagni). La famiglia di Ryo discende da un clan di ninja/Shinobi, ma pochissimo si sa circa la loro storia. La madre di Ryo è morta quando era ancora un bambino. Suo padre è un fotografo professionista.

Ryo con l'armatura dell'Imperatore Brilliant

Ryo indossa l'armatura del Fuoco. Le sue armi sono due spade katane, e il suo colpo speciale consiste nell'unirle e sprigionare una prorompente vampata di fuoco contro i suoi nemici. Ryo, inoltre, è l'unico samurai in grado di indossare l'armatura dell'imperatore Brilliant (chiamata anche "Armatura Bianca", "Armatura della Coesione" o "Armatura dell'imperatore splendente" negli OAV), provvista di poteri devastanti, generata dall'unione delle cinque armature. Una volta indossata, Ryo dispone anche delle Spade del Fervore, con le quali scaturisce un potere del fuoco simile alla sua armatura originaria, ma decisamente più forte e distruttivo. Inizialmente i Samurai non sanno dell'esistenza delle Spade del Fervore, e Ryo lancia il Potere del Fuoco con le sue katane, che alla lunga però non sopportano il maggiore potere dell'armatura bianca e si spezzano. Ryo in seguito le aggiusta portandole all'interno di un vulcano.
Attributo: Benevolenza (仁?, Jin, Virtue)
Colpi con l'Armatura del Fuoco:
- Potere del Fuoco (超弾動双炎斬?, Chōdandō Sōenzan, Fendente di Fiamme Gemelle): Ryo concentra l'energia del fuoco e crea una scia di colore e fuoco che distrugge e brucia qualunque cosa si trovi sulla sua traiettoria

Colpi con l'Armatura Bianca:
- Potere del Fuoco (烈火拳?, Rekka Ken, Pugno di Vampa)
- Potere del Fuoco (超弾動双炎斬?, Chōdandō Sōenzan, Fendente di Fiamme Gemelle)
- Potere del Fuoco (超弾動閃煌斬?, Chōdandō Senkōzan, Fendente del Lampo Brillante)

Armatura
- del Fuoco (烈火?, Rekka, Vampa): L'armatura di Ryo, di color rosso, trae il proprio potere dal fuoco.
- dell'Imperatore Brilliant (輝煌帝?, Kikōtei, Sole, Imperatore Splendente):

Armi
È dotata di due katane gemelle chiamate Spade del Fuoco (烈火剣?, Rekkaken, lit. Spade della Vampa), che Ryo usa in combattimento. Quando Ryo indossa l'armatura bianca vengono sostituite dalle Spade del Fervore (剛烈剣?, Gōretsuken, lit. Spade del Potente Ardore) che, a differenza delle altre, non vengono unite quando Ryo usa il Potere del Fuoco.

### Sami della luce
Sami (伊達 征士?, Date Seiji) è il samurai più cauto e riflessivo tra tutti e ha la facoltà di prevedere un attacco da parte dei nemici. Certe volte, è proprio la sua eccessiva riflessione che lo porta ad agire in ritardo e cadere in trappola. È il secondo samurai che viene risvegliato ed è probabilmente anche il secondo che combatte di più, visto che fiancheggia in molte occasioni Ryo contro le truppe del male. Sami è l'esatto opposto di Kratos, il demone dell'oscurità, e per questo i due si scontrano in più eventi. L'armatura di Sami è quella della Luce e la sua arma è una spada a due mani, ove concentra l'energia della luce nella lama e la scaglia contro l'avversario. Sami è un amante del kendō (sport che pratica anche) e di formula 1 e ha due sorelle: Yayoi, la più grande, una studentessa di medicina, e una più piccola, Sami Ni-Chan.
Attributo: Sensibilità/Cortesia (礼?, Rei)
Colpi
- Potere della Luce (超弾動雷光斬?, Chōdandō Raikōzan, Fendente di Saetta): Sami concentra l'energia della luce nella lama della sua spada, quindi la scaglia contro l'avversario.

Armatura
- della Luce (光輪?, Kōrin, Nimbo):

L'armatura di Sami, di color verde smeraldo, trae il proprio potere dalla luce.
Armi
- È dotata di una potente spada Zanbato chiamata Spada Nimbo (光輪剣?, Kōrinken). La spada è dotata del potere di ridare la vista a chi l'ha persa.

### Simo del mare
Simo (毛利 伸?, Mōri Shin) rappresenta la parte più pacifica del quintetto e fa di tutto per evitare di combattere. Ciò non significa che sia un vigliacco, perché è in grado di ricorrere al combattimento se è necessario. Come Sami, anche lui pensa molto prima di muoversi, cercando di tenere a bada i componenti più frettolosi (Ryo e Shido). Simo indossa l'armatura dell'acqua ed è armato di un lungo tridente Yari. Il suo punto di forza è il combattimento nelle acque, ove è quasi imbattibile, ma sulla terra ferma le sue abilità si riducono di molto. Egli vive con sua madre debole di cuore, che è rimasta vedova quando Simo era piccolo, e sua sorella, Sayoko.
Attributo: Fiducia (信?, Shin)
Colpi
- Potere dell'Acqua (超弾動超流破?, Chōdandō Chōryūha, Super Corrente Distruttiva): Simo fa partire dal suo tridente un'enorme vortice d'acqua, che travolge e porta via i nemici.

Armatura
- dell'Acqua (水滸?, Suikō, Torrente)

L'armatura del mare è di colore azzurro e trae il suo potere dall'acqua. Simo la scoprì grazie a un manoscritto, che rivelava l'esistenza di un'armatura nascosta nel fondo di un torrente dove gli uomini della sua famiglia si sfidavano in gare di nuoto per dimostrare la loro forza.
Armi
- È dotata di una Yari a tre punte simile a un tridente chiamata Lancia Nijo (二条槍?, Nijōyari) che Simo usa per il suo attacco.

### Shido della terra
Shido (秀 麗黄?, Shū Rei Fuan) è il samurai più forte fisicamente ma anche il più ingenuo ed impulsivo. Si presta facilmente al combattimento e si butta negli scontri senza indugi. A causa di ciò finisce molto spesso nei guai. Tuttavia, Shido è un tipo molto simpatico e si esibisce spesso in gag divertenti. Gli piace molto mangiare e quando è affamato diventa infantile e capriccioso. Shido ha origini cinesi (a differenza degli altri samurai che sono tutti giapponesi) e vive in una famiglia numerosa: ha tre fratelli più piccoli, Rinfi, Yun e Mei Ryu e una sorella, Chun Fa. La sua armatura rappresenta la terra ed è armato di un Naginata convertibile in un Sansetsukon. Il suo potere viene scaturito sbattendo l'arma per terra, generando una violenta scossa che distrugge tutto ciò che si trova nei dintorni.
Attributo: Determinazione/Giustizia (義?, Gi)
Colpi
- Potere della Terra (超弾動岩鉄砕?, Chōdandō Gantetsuzai, Distruzione della Roccia di Ferro): Shido sbatte il proprio bastone per terra, scaraventando via con violenza tutto ciò che gli sta attorno.

Armatura
- della Terra (金剛?, Kongō, Diamante)

L'armatura di Shido, di colore arancione, trae il proprio potere dalla terra. È la più forte tra le armature.
Shido la trovò quando risvegliò per la prima volta il suo attributo, la giustizia: i suoi fratelli, quando aveva 13 anni, avevano combinato un disastro durante una vacanza dai nonni e per difenderli Shido si assunse tutte le colpe.
Armi
- È dotata di un Sansetsukon chiamato Bastone del Pellegrino (金剛杖?, Kongōnyū, lit. Bastone di Diamante), le cui sezioni possono poi essere fusi in un unico pezzo, andando a formare un Naginata.

### Kimo del cielo
Kimo (羽柴 当麻?, Hashiba Tōma) è il più saggio tra i suoi compagni. Anche se Ryo è il leader, Kimo è senza dubbio la mente dei cinque samurai. Agisce sempre in maniera ragionata ma allo stesso tempo con determinazione, qualità che i suoi amici non hanno. Le sue passioni sono giocare al computer e a scacchi. I suoi genitori sono divorziati e Kimo vive con il padre, un astronomo che lavora all'università di Osaka. La sua armatura rappresenta il cielo e può generare una bolla che lo protegge dagli attacchi nemici. La sua arma è lo Yumi, un arco agganciabile alla faretra in grado di scagliare una quantità illimitata di frecce. Il potere di Kimo consiste nel concentrare un grande potenziale di energia nella sua freccia per poi scagliarla contro i nemici.
Attributo: Saggezza (智?, Chi, Sabiduria)
Colpi
- Potere del Cielo (超弾動真空波?, Chōdandō Shinkūha, Onda del Vuoto): con il suo arco Kimo può scagliare un'infinità di frecce energetiche, dall'enorme potenzialità distruttiva.

Armatura
- del Cielo (天空?, Tenkū, Etere)

L'armatura di Kimo, di colore blu intenso, trae il proprio potere dal cielo, dove è stata creata da Ariel.
In caso di necessità questa armatura può formare attorno a sé una bolla protettiva che galleggia nell'aria, oltre a respingere gli eventuali attacchi.
L'armatura del cielo viene trasmessa di generazione in generazione nella famiglia di Kimo, ma in passato è stata perduta, così la storia dell'armatura, almeno come la conosce il padre di Kimo, non è altro che una leggenda. Comunque Kimo l'ha ricevuta durante una vacanza quando frequentava il secondo anno di medie.
Armi
- L'arma di questa armatura è l'arco Arco del Volo Completo (翔破弓?, Shūhayumi), agganciabile alla faretra che può scagliare una quantità illimitata di frecce energetiche.

## I Demoni del male

### Demon
- Nome originale: Shuten Doji (朱天童子?, Shuten Dōji)

Demon è il demone che ricopre il ruolo di leader e proprio per questo è molto invidiato dai suoi colleghi. Anni fa, era a capo di una tribù di guerrieri ed era dedito al saccheggio e all'oppressione di altri popoli. Per Arago non fu un problema assoldarlo nelle sue file vista la sua bramosia di vittoria e divenne ben presto un demone. È il primo dei quattro che si scontra con i samurai, uscendone però sconfitto. Perciò vuole combattere a tutti i costi contro di loro e specialmente con Ryo che lo ha umiliato. Così facendo disobbedisce spesso agli ordini del suo imperatore, causando la sua perdita di fiducia e la rabbia degli altri demoni. Inizialmente crudele e spietato, Demon inizia a redimersi dopo l'incontro con Ariel, il quale lo allontana dal mondo del male facendogli scoprire la vera virtù della sua armatura, quella della lealtà. Dopo la morte di Ariel, Demon prende il suo posto, continuando a seguire i suoi insegnamenti e ad aiutare i samurai nelle situazioni più brutte, anche a costo della vita. La sua armatura possiede il potere del male e la sua arma è un Kusarigama, falcetto attaccato a una lunga catena, chiamato Falce Diabolica (邪鬼鎌?, Jakikama). Quando sprigiona il suo potere con l'attacco Potere del Male (紅雷閃?, Guraisen, Lampo del Fulmine Cremisi), la sua arma si moltiplica in numerose catene che immobilizzano gli avversari.

### Krana
- Nome originale: Naaza (那唖挫?, Naaza)

È il secondo demone inviato per combattere contro i samurai e si scontra per la prima volta con Ryo che, con l'aiuto di Sami, riuscirà a metterlo in fuga. In passato era un pescatore che venne rapito da un gruppo di pirati, diventando un loro schiavo e lavorando come mozzo. Con il passare del tempo, divenne anche lui un pirata e riuscì a capovolgere la situazione diventando lui il capo, diventando sempre più cattivo. Capendo che la sua posizione infastidiva gli altri pirati che volevano ucciderlo, Krana accettò di diventare un soldato di Arago, ricevendo poteri straordinari. Krana possiede l'armatura del veleno, provvista di sei katane chiamate Dente di Serpente (蛇牙剣?, Jagaken, Spada Zanna di Serpe) imbevute di un veleno molto potente. Krana è dotato di diversi attacchi, per esempio impugnando due spade crea altre quattro braccia illusorie facendo credere all'avversario di avere sei braccia con altrettante spade, un altro attacco, chiamato Spada Zanna di Serpe - Grande Serpe a Sei Pezzi (蛇牙剣・六節大蛇?, Jagaken - Rokusetsu Orochi) consiste nel lanciare tutte e sei le sue spade per riuscire a colpire il nemico almeno una volta, infine unendo le sue armi il demone forma una specie di frusta di energia velenosa che scaglia contro il suo avversario.

### Kratos
- Nome originale: Anubisu (悪奴弥守?, Anubisu)

Il demone dell'oscurità, il più fedele al suo imperatore Arago e il più crudele tra i quattro. Kratos è quello che ha maggior astio con Demon, infatti i due si insultano spesso. Un tempo, egli era un impavido samurai al servizio di un signore feudale. Dopo aver subito una dura sconfitta da parte di guerrieri che saccheggiarono il suo villaggio, Kratos scappò, infrangendo il Seppuku, codice d'onore dei samurai che consiste nel suicidarsi dopo aver perso una battaglia per non sentirsi umiliato per tutta la vita. Kratos tornò dal suo signore e questi per punirlo lo sfregiò (ciò spiega il motivo della cicatrice che presenta in volto) e lo esiliò sui monti. Non digerendo questa punizione, il futuro demone formò un drappello e si rivoltò contro il suo padrone ma fallì amaramente e venne condannato a morte. Arago lo salvò promettendogli in cambio poteri soprannaturali e Kratos accettò. L'armatura in suo possesso è dell'oscurità ed è armato di una spada lunga chiamata Spada Lupo Nero (黒狼剣?, Kokurōken) e di un artiglio posto sulla sua mano sinistra. Kratos può, con l'attacco Potere dell'oscurità (暗黒跳飛斬り?, Ankoku Tobi Giri, Taglio degli Schizzi di Oscurità), sprigionato dalla sua spada che emana potenti fasci di oscurità che annientano tutto ciò che si trova davanti. Il demone è anche in grado di controllare il tempo atmosferico a suo piacimento.

### Rasta
- Nome originale: Rajura (螺呪羅?, Rajura)

Rasta è il demone più astuto e probabilmente anche il più temibile. Le sue peculiarità sono quelle di tendere trappole e di ingannare gli avversari (infatti è il demone dell'illusione). Il suo bersaglio preferito è Shido, essendo il sempliciotto dei cinque samurai e più facile da trarre in inganno. Anni addietro, era l'assistente di un mago che si trasferì nel palazzo di un signore feudale per servirlo. Un giorno riuscì a salvare il suo padrone mettendo in fuga dei congiurati che volevano ucciderlo, ma rimase ferito a un occhio e per questo porta sempre una benda su di esso. Un giorno il signore si ammalò e Rasta lo uccise vigliaccamente per salire al potere. Il governo di Rasta portò caos e malcontento popolare. Così, egli pensò che un giorno avrebbe anche lui rischiato di essere ammazzato e dopo l'offerta di Arago di diventare un demone, Rasta accettò ed entrò nelle sue file. La sua armatura possiede un'arma formata da sei Naginata combinate chiamata Naginata Sei Zampe (六足長刀?, Rokuashi Naginata) e un Nunchaku. Il suo potere consiste nell'allungare le "zampe" della sua arma, in modo che inseguano l'avversario con la tecnica Persecuzione delle Sei Spade (六刀責め?, Rokutō Seme) oppure imprigionarlo, creando delle ragnatele, con la tecnica Lancio della Ragnatela (投蜘網?, Naguami). Oltre a questo, Rasta crea tranelli di vario tipo che mettono in serie difficoltà i cinque samurai.
| Nome italiano | Nome giapponese | Virtù italiane | Virtù giapponesi                          | Armature                | Armi |
| ------------- | --------------- | -------------- | ----------------------------------------- | ----------------------- | --- |
| Ryo           | Ryo Sanada      | Giustizia      | Jin (Benevolenza, Compassione, Altruismo) | Fuoco/Vampa             | due Katane gemelle: Spade della Vampa (Armatura del Fuoco/Vampa) Spade del Fervore (Armatura dell'imperatore Brilliant/Splendente) |
| Sami          | Seiji Date      | Sensibilità    | Rei (Cortesia)                            | Luce/Nimbo              | Nodachi: Spada Nimbo |
| Simo          | Shin Mori       | Fiducia        | Shin (Fiducia, Sincerità)                 | Acqua/Torrente          | Yari: Lancia Nijo |
| Shido         | Xiu Lei Fang    | Determinazione | Gi (Giustizia)                            | Terra/Diamante          | Naginata\Sansetsukon: Bastone del Pellegrino                                                                                       |
| Kimo          | Touma Hashiba   | Saggezza       | Chi (Saggezza)                            | Cielo/Etere             | Hankyu: Arco del Volo Completo |
| Demon         | Shutendoji      | Fedeltà        | Chu (Lealtà)                              | Primavera/Lampi/Metallo | Kusarigama: Falce Diabolica |
| Kratos        | Anubis          | Franchezza     | Ko (Obbedienza)                           | Inverno/Oscurità        | Nodachi: Spada Lupo Nero Neko-te                                                                                                   |
| Rasta         | Rajura          | Tenacia        | Nin (Sopportazione)                       | Estate/Legno/illusione  | Sei Naginata: Naginata Sei Zampe Nunchaku                                                                                          |
| Krana         | Naaza           | Clemenza       | Tei (Rispetto)                            | Autunno/Veleno          | Sei Katana: Dente di Serpente |

## Altri personaggi del Mondo del Male
- Arago (妖邪帝王・阿羅醐?, Yōja Teiō Arago, Arago, il demone sovrano): Imperatore supremo del male e antagonista principale dei Samurai. Altro non è che uno spirito nato dall'odio e dai sentimenti negativi degli esseri umani, poi insediatosi in una potente armatura. Decise di voler conquistare la terra ma Ariel lo rimandò nell'abisso da cui proveniva. Ariel, per contrastare il suo ritorno, prese l'armatura e la divise in altre nove armature, ognuna rappresentante una virtù umana. Arago fece la sua ricomparsa dopo mille anni, stavolta accompagnato dai Quattro Demoni, di nuovo pronto a conquistare il mondo e cercando di confondere l'anima dei samurai.
- Lady Kayura (迦遊羅?, Kayura): Una donna guerriero che compare a metà dell'opera. Tanto bella quanto pericolosa, Lady Kayura è fortissima, di gran lunga superiore ai demoni e a qualunque combattente al servizio di Arago, tant'è che crea numerosi problemi ai samurai (in particolare a Ryo e Kimo). La sua freddezza e la sua spiccata dote di combattimento la rendono il soldato prediletto dell'imperatore del male, suscitando gelosie e malcontenti tra i demoni. Con il tempo, si scoprirà che anche lei, come i demoni, è stata assoggettata da Arago per renderla uno strumento del male.
- Ecatos: Un essere malvagio che compare dopo la prima battaglia dei samurai contro Arago, per prendersi l'armatura bianca che Ryo può indossare.
- Lord Cruel: Un abile spadaccino del regno del male, accompagnato dalla fedele tigre Fiamma Nera. In precedenza venne sconfitto da Arago perché questi credeva che Lord Cruel volesse spodestarlo dal trono di re del male. In realtà come Ecatos, il suo vero obiettivo è impossessarsi dell'armatura bianca ma Ryo riuscirà a sconfiggerlo. Dopo la sua morte, Ryo può utilizzare la potente "spada del fervore" quando indossa l'armatura bianca.
- Oroki: Il capo degli "Spiriti della Terra", entità malvagie come gli "Spiriti del Male" e alleate con Arago, con l'obiettivo di confondere l'animo degli esseri umani. È lui che svela all'imperatore del male e i suoi demoni le origini dell'armatura dell'imperatore Brilliant e le sue incredibili potenzialità. Oroki è anche un abile stratega ed è in grado di tendere trappole insidiose ai samurai, perciò Arago si fida molto di lui.
- Dala: Un comandante dell'esercito di Arago inviato per fermare Ryo e Kimo dopo che questi sono entrati nel regno del male. Arago gli affida una spada molto potente, generata dai poteri delle armature di Sami, Simo e Shido, in quel momento prigionieri del regno del male. Per i due samurai si prospetta un duro scontro ma alla fine ne escono vincitori.
- Il demone del Sole Nero: Ryo incontra questo essere spietato dopo aver forgiato le sue spade nel vulcano della "Grande Montagna", distrutte dopo lo scontro con Lord Cruel. La sua missione è mettere alla prova il potere dell'armatura bianca. Il demone del Sole Nero è molto forte e riesce a mettere in crisi i cinque samurai, ma alla fine viene annientato dal leader del gruppo, dopo aver indossato l'armatura bianca con l'ausilio dei suoi amici.
- Gashura È uno shinobi fedele a Oroki che viene contattato affinché segua Demon, sulla Terra, e recuperi il Gioiello della Vita, che l'ex-demone sta cercando. Una volta nei pressi del lago Mitama il ninja affronta Demon, ma viene ucciso da questi che lo infilza col bastone magico. Nella versione italiana il suo nome non viene mai pronunciato, a differenza di quella americana, dove però si chiama Gash.
- I guerrieri del Male (妖邪兵?, Yōja-hei)): Soldati al servizio di Arago. Sebbene il primo guerriero del male sceso sulla terra si dimostrò abbastanza forte, non rappresentano una grande minaccia in quanto i samurai riescono a sbaragliarli senza problemi. Come Arago, non sono esseri umani ma degli spiriti racchiusi in un'armatura e quando vengono uccisi la loro anima si volatilizza.

## Gli alleati dei Samurai
- Ariel (迦雄須?, Kaosu): Monaco millenario e guida spirituale dei cinque samurai, che salvò il mondo anni prima dalla minaccia del perfido Arago. Scompose la sua armatura per forgiarne altre nove che avrebbero dovuto difendere la Terra da un suo prossimo attacco. Ariel è sempre corso in aiuto dei samurai e i suoi sermoni hanno sempre giovato alla loro maturità. Fu lui a portare Demon sulla via della redenzione. Ariel muore per mano di Arago, nell'intento di far entrare i Samurai nel regno del male ma il suo spirito rimarrà sempre vivo e farà loro da guida, grazie anche al suo bastone magico che Demon erediterà.
- Ambra (ナスティ柳生?, Nasuti Yagyū): Una studentessa universitaria amica dei samurai che, grazie al suo intuito e alla sua cultura, saprà aiutarli in molte occasioni. Ambra è molto intelligente ed è in grado di risolvere numerosi enigmi che si presenteranno durante la storia.
- Danny (山野 純?, Yamano Jun): I suoi genitori sono stati catturati dai soldati di Arago nella prima puntata e viene salvato da Ambra e dai samurai che se ne prenderanno cura. Anche lui cerca nel possibile di aiutare i Samurai ma a causa della sua testardaggine si caccia molte volte nei pasticci, mettendo spesso in difficoltà i samurai. Con il passare del tempo, si mostrerà un valido aiuto grazie al "Gioiello della vita" che indossa e che salverà, in più eventi, lui e i suoi amici. Danny è molto affezionato a Kimo e spesso escono insieme a osservare il cielo stellato.
- Fiamma Bianca (白炎?, Byakuen): Una tigre siberiana fedele alleata dei cinque samurai e che, ancor prima della storia narrata, fiancheggiava Ariel contro Arago. Interviene sempre in aiuto dei samurai, anche nei momenti più difficili. Dopo essersi scontrata con Fiamma Nera (la tigre di Lord Cruel), indosserà anche lei una corazza bianca quando Ryo indossa l'armatura dell'imperatore Brilliant.
- Koji: Professore di letteratura all'università nonché nonno di Ambra. Koji fornisce a sua nipote numerosi dati per poter ritrovare i Samurai dopo essersi dispersi ma non riuscirà a spiegarglieli perché uno spirito del male guidato da Krana si impossessa di lui e lo uccide con il veleno. Ambra, comunque, riuscirà a studiarli e riportare uniti i Samurai.